# Turtle
Turtle (u prijevodu na hrv. Kornjača) je prva podmornica koja je korištena u vojne svrhe. Konstruirao ju je američki patriot David Bushnell, u Connecticut 1775. godine.
Turtle je korišten za pričvršćivanje eksplozivnih naboja na brodove u luci. 
U noći 7. rujna 1776. godine Turtle je napao britanski bojni brod HMS Eagle. Turtleom je upravljao dobrovoljac, narednik Ezra Lee. 